# Mbeguaes
Los mbeguaes o beguaes fueron un pueblo indígena que a la llegada de los primeros exploradores españoles en el siglo XVI se hallaban en el territorio de la actual Argentina, en las islas del delta del Paraná, en lo que actualmente es el sur de la provincia de Entre Ríos y el norte de la provincia de Buenos Aires. 
Formaban parte del grupo de los chaná-timbúes (o grupo del Litoral), los que geográficamente se agrupaban en: 
- septentrionales: mepenes y mocoretaes
- centrales: calchines, quiloazas, corondas, timbúes y carcaraes
- meridionales: chanás y mbeguaes

Se los cree emparentados con los guaicurúes ya que sus restos arqueológicos evidencias influencias amazónicas. Diversas fuentes coloniales los mencionan como altos y bien formados, se sabe que superaban los 1,70 m de talla promedio. Estos pueblos eran posiblemente el producto de reiterados mestizajes y aculturaciones entre pámpidos y láguidos.
Eran seminómades o semisedentarios y básicamente cazadores-recolectores y pescadores.
Generalmente se considera que integraban la familia lingüística de los arahuacos.

## Historia
El fuerte Sancti Spiritus que fue el primer asentamiento hispano en la región del Plata, fue fundado en la desembocadura del río Carcarañá en el Paraná en 1527, por el navegante veneciano al servicio de la Corona española Sebastián Caboto. Fue destruido dos años más tarde por los chaná-timbúes. En la carta fechada el 10 de julio de 1528 de Luis Ramírez, quien participó de la expedición, mencionó a los beguas:

En la comarca de la dicha fortaleza ay otras naciones, las quales son Caracarais y Chanaes, y Beguas y Chamaes Timbus, y Timbus con de diferentes lenguages; todos vinieron ablar y ver al Sñr. Capitan General: es gente mui bien dispuesta; tienen todos oradas las narizes ansi hombres como mugeres por tres partes, y las orejas: los hombres oradan los lavios por la parte vaja: de estos los Cancarais y Timbus siembran abati y calabazas y habas; y todas las otras naciones no siembran, y su mantenimiento es carne y pescado.

En el Diário da Navegação da Armada que foi à terra do Brasil em 1530 escrito por Pero Lopes de Sousa durante la expedición portuguesa de su hermano Martim Afonso de Sousa, menciona al incursionar por el río Paraná un encuentro con un beguoaa chanaa el 13 de diciembre de 1531:

... e saío a nós hum homem, à borda do rio, coberto com pelles, com arco e frechas na mão; e fallou-nos 2 ou 3 palavras guaranís, e entenderamas os linguas, que levava; tornaram-lhe a falar na mesma lingua, namentendeu; senam disse-nos que era beguoaa chanaa e que se chamava ynhandú.

Domingo Martínez de Irala en su Relación de abril de 1541 los denominó beguas:

Asy mesmo sy por caso no truxere tablazon para hazer Vergantynes corra esta costa del rryo arriba e hallara madera de sabze e asy mesmo en la mysma costa hazia san gabriel y la ligazon podra cortar en las yslas y esto con mucho Recaudo porq. los yndios desta parte hasta agora no se an dado por enemigos ny amygos pues q. no se a contratado con ellos questa es charruas y beguas e maones e toparas y asymesmo corren la costa chanas y guaranys que son enemigos...

La Historia general y natural de las Indias, islas y tierra firme del mar océano fue publicada por Gonzalo Fernández de Oviedo en partes entre 1535 y 1557 con una relación sobre los beguaes:

Adelante destos, rio arriba hay otra generaçion , que se dige beguaes, que viven en islas de la parte del Sur en el mismo rio: son poca gente, y quando el rio cresçe, vánse á la Tierra-Firme á la parte del Sur, y susténtanse de pesquerias y siembran algo, como los sussodichos. Adelante destos está la gente de los tinbus...

En el repartimiento del 28 de marzo de 1582 realizado por Juan de Garay poco después de la segunda fundación de Buenos Aires fue repartida en encomienda la tribu del cacique Quengipen o Quendiopen de nación meguay:

Otrosí dijo, que ponía en cabeza de Juan de Garay, hijo natural del dicho Señor General al cacique Quengipen, que por otro nombre se llama Tubichamiri de nación Meguay, con todos los indios sujetos al dicho cacique.

Este grupo fue conocido como Tubichaminí o Tubichamirí y hasta fines del siglo XVII habitaba en la provincia de Buenos Aires entre Punta Indio y la zona costera e interior de la depresión del río Salado. Por los restos arqueológicos encontrados en el área se conoce que este grupo tenía como base de subsistencia a la pesca, lo que confirma su pertenencia a los chaná-timbúes y no a los querandíes. En un informe del gobernador Góngora al rey de mayo de 1620 expresó la existencia de la reducción de Tubichaminí, con 12 caciques, 68 hombres, 84 mujeres y 89 jóvenes:

Y otra dieciséis leguas del [refiriendo al puerto de Buenos Aires], tierra adentro, cerca del río Grande de la Plata en la isla de Santiago nombrada del cacique Tubichaminí.

En 1621 el sacerdote Juan de Ilarraza informó que solo quedaban 50 indígenas en la reducción. Esta reducción fue fundada en 1615 en la isla Santiago y posteriormente fue trasladada al río entonces llamado Todos los Santos.
En otros repartimientos hechos el 28 de marzo de 1582 aparecen:

Otrosí dijo, que ponía en cabeza de Alonso de Escobar al cacique Tugalbampen, de nación Meguay, con todos los indios sujetos al dicho cacique.
 Otrosí dijo, que ponía en cabeza de Víctor Casco al cacique Quemumpen, de nación Curumeguay, con todos los indios sujetos al dicho cacique.

Martín del Barco Centenera en su poema histórico Argentina y conquista del Río de la Plata con otros acaecimientos de los reinos del Perú, Tucumán y el Estado del Brasil (La Argentina) publicado en 1602 hizo varias referencias a los mbeguaes:

que por otro viaje allá pasaron
 Mahomas, Epuaes y Calchines
 Timbúes, Cherandíes y Beguaes

En el verso correspondiente al viaje de Juan de Garay en 1574 desde Santa Fe, refiere:

Garay con los Beguaes de otra banda
 muy gran trato y rescates ha tenido.
 A Caytúa, Cacique, dice y manda
 (pues para queste fin ha descendido)
 que diga a los Beguaes como él anda
 en busca de cristianos, que ha sabido
 que tienen muchos ellos en su tierra
 ávidos de rescate, y no de guerra.

De acuerdo a Salvador Canals Frau los mbeguaes perduraron hasta el siglo XVIII en el delta de Entre Ríos con el nombre de manchados. Cuando los manchados estaban ya fusionados con los charrúas, el jesuita Policarpo Dufó los llamó machados en la relación a su superior del 9 de febrero de 1716 luego de la campaña punitiva que en 1715 Francisco García de Piedrabuena realizó desde la reducción de Yapeyú a Entre Ríos:

... el dia siguiente lleganos al parage donde estaba el pueblo de los Chanas, y ahora suele estar habitado de los Machados, que es la parcialidad más numerosa de los Charrúas, y no hallamos á nadie (...) A los Machados por ser gente pacífica, se les dijo se retirasen.